# Трансдуктивное умозаключение
Трансдуктивное умозаключение (лат. traductio — перемещение) — умозаключение, в котором посылки и заключение (вывод) являются суждениями одинаковой степени общности, то есть, когда вывод идёт от знания определённой степени общности к новому знанию, но той же степени общности.
Например:

Иван — брат Петра;

Пётр — брат Степана;

Следовательно: Иван — брат Степана.

По характеру посылок и вывода трансдукция может быть трёх типов:

1) Заключение от единичного к единичному;

2) Заключение от частного к частному;

3) Заключение от общего к общему.
Трансдуктивным умозаключением является аналогия
Умозаключение по аналогии (др.-греч. analogia — соответствие, сходство) — такое умозаключение, в результате которого делается вывод о том, что исследуемый предмет, возможно, имеет ещё один признак Х, поскольку остальные известные нам признаки этого предмета сходны с признаками другого предмета, обладающего, кроме того, и признаком Х, то есть это логический вывод, в результате которого достигается знание о признаках одного предмета на основании знания того, что этот предмет имеет сходство с другими предметами.

Земля имеет атмосферу, на Земле есть жизнь.

Луна не имеет атмосферы, следовательно, там нет жизни. 

Марс имеет атмосферу, следовательно, там есть жизнь.